# Zeina
Zeina (en árabe: زينة‎; Wessam Reda Ismail El-Degwi, 4 de febrero de 1977 en El Cairo), nacida el 4 de febrero de 1977, es una actriz y modelo egipcia.

## Carrera
Zeina Empezó su carrera como modelo apareciendo en clips de vídeo, utilizando su nombre real, Wesam. Fue escogida por el director Daoud Abdel Sayed para interpretar el papel de Hanna en Ard El kof (Tierra de Miedo), su debut como actriz. También trabajó como presentadora de radio en uno de los canales de Arab Radio and Television, donde  presentó algunos programas de variedades. Tras su entrada en el mundo de la actuación, escogió el nombre artístico de "Zeina". Ha sido llamada la Sophia Loren árabe por el director Youssef Chahine después de verla en su película Montaha El Laza (Alegrías). Obtuvo el título de mejor actriz en 2005 y 2006 en las encuestas públicas y ganó otro premio en la categoría de mejor actuación por su papel en la serie Hdrat El Motaham Aby (Mi Padre el acusado).
El actor Ahmed Zaki se refirió a ella comparándola con Penélope Cruz, resaltando sus semejanzas con la actriz española. Zeina participó en gran variedad de trabajos cinematográficos, como El Haya fe Montaha el Laza (Alegrías de vida), Sayed El Atefy (Señor de las emociones), El Sahabh (Fantasma), El gezyra (Isla), 90 Minutes, Puskas, Trapezoid, Capitán Hima y Seven Albermbp, entre otros.

## Vida personal

### Problemas legales
En enero de 2008 un tribunal sentenció a Zeina a pasar dos meses en prisión y a pagar una multa de mil libras por abuso verbal contra un agente de tránsito mientras le imponía una infracción. Obtuvo una absolución de la Corte de Apelaciones en abril del mismo año para probar el fraude y la falsificación de registros por parte del funcionario.

### Matrimonio
Zeina tuvo gemelos en octubre de 2013, asegurando que el padre era el actor Ahmed Ezz. Sin embargo, Ezz negó el hecho y pidió realizar una prueba de ADN para verificar sus reclamaciones. En 2015, un tribunal de familia de El Cairo falló a favor de que Zeina registrara a los niños, ya que Ezz finalmente se negó a realizar la prueba de ADN. Más tarde, el tribunal de delitos menores de la ciudad de Nasr sentenció a Ezz a tres años de prisión y le impuso una multa de quince mil libras egipcias por cargos de difamación y calumnia contra la actriz Zeina.

## Filmografía

### Películas
| Núm. | Año  | Título                    | Papel   |
| ---- | ---- | ------------------------- | ------- |
| 1    | 1999 | Ard El kof                | Hana    |
| 2    | 2005 | El Hayah Montaha El-lazza |         |
| 3    | 2005 | Sayed El Atefy            | Gehan   |
| 4    | 2007 | El Shabah                 | Ahlam   |
| 5    | 2007 | Al Gezera                 | Fayka   |
| 6    | 2008 | Boshkash                  | Hania   |
| 7    | 2008 | Shebh Monharef            |         |
| 8    | 2008 | Captin Hima               | Mariam  |
| 9    | 2009 | Wahed Sefr                | Nadia   |
| 10   | 2010 | Bentein men misr          | Hanan   |
| 11   | 2010 | El Kobar                  | Heba    |
| 12   | 2010 | Bolbol Hayran             | Yasmine |
| 13   | 2012 | Al Maslaha                | Shadia  |

### Televisión
- Le a3la se3r
- Afaryt el-Sayala
- Hadret El Mottaham Abi
- Ali Ya Wika
- Layali